# Leite materno

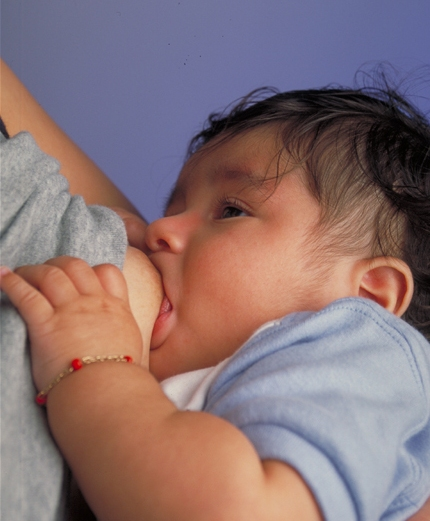
Um bebê se alimentando do leite materno

Leite materno se refere ao leite produzido pela mulher e é utilizado para alimentar seu bebê por meio do aleitamento materno. É ele a primeira e principal fonte de nutrição dos recém-nascidos até que se tornem aptos a comer e digerir os alimentos sólidos.

## Importância
O leite materno é fundamental para a saúde das crianças nos seis primeiros meses de vida, por ser um alimento completo, fornecendo nutrientes em quantidade adequada (carboidratos, proteínas e gorduras), componentes para hidratação (água) e fatores de desenvolvimento e proteção como anticorpos, leucócitos (glóbulos brancos), macrófago, laxantes, lipase, lisozimas, fibronectinas, ácidos graxos, gama-interferon, neutrófilos, fator bífido e outros contra infecções comuns da infância, isento de contaminação e perfeitamente adaptado ao metabolismo da criança. Já foi demonstrado que a complementação do leite materno com água ou chás é desnecessária, inclusive em dias secos e quentes. Recém-nascidos normais nascem suficientemente hidratados para não necessitar de líquidos, além do leite materno, apesar da pouca ingestão de colostro nos dois ou três primeiros dias de vida.
O leite humano, em virtude das suas propriedades anti-infecciosas, protege as crianças contra infecções desde os primeiros dias de vida. Além de diminuir o número de episódios de diarreia, encurta o período da doença quando ela ocorre e diminui o risco de desidratação.
O leite humano é fonte completa de nutrientes para o lactente amamentado exclusivamente no seio até os seis meses de vida. A composição química do leite materno atende também às condições particulares de digestão e do metabolismo neste período de vida do recém nascido.
Vários são os fatores que podem determinar variações na composição do leite materno, como: estágio de lactação, parto prematuro, tempo de gestação, esvaziamento da mama, hora e intervalo entre as mamadas, grau de pressão utilizado para extrair o leite, método e horário de coleta das amostras, técnicas de análise laboratorial, intervalo entre as gestações e a ingestão de álcool ou drogas.

## Componentes

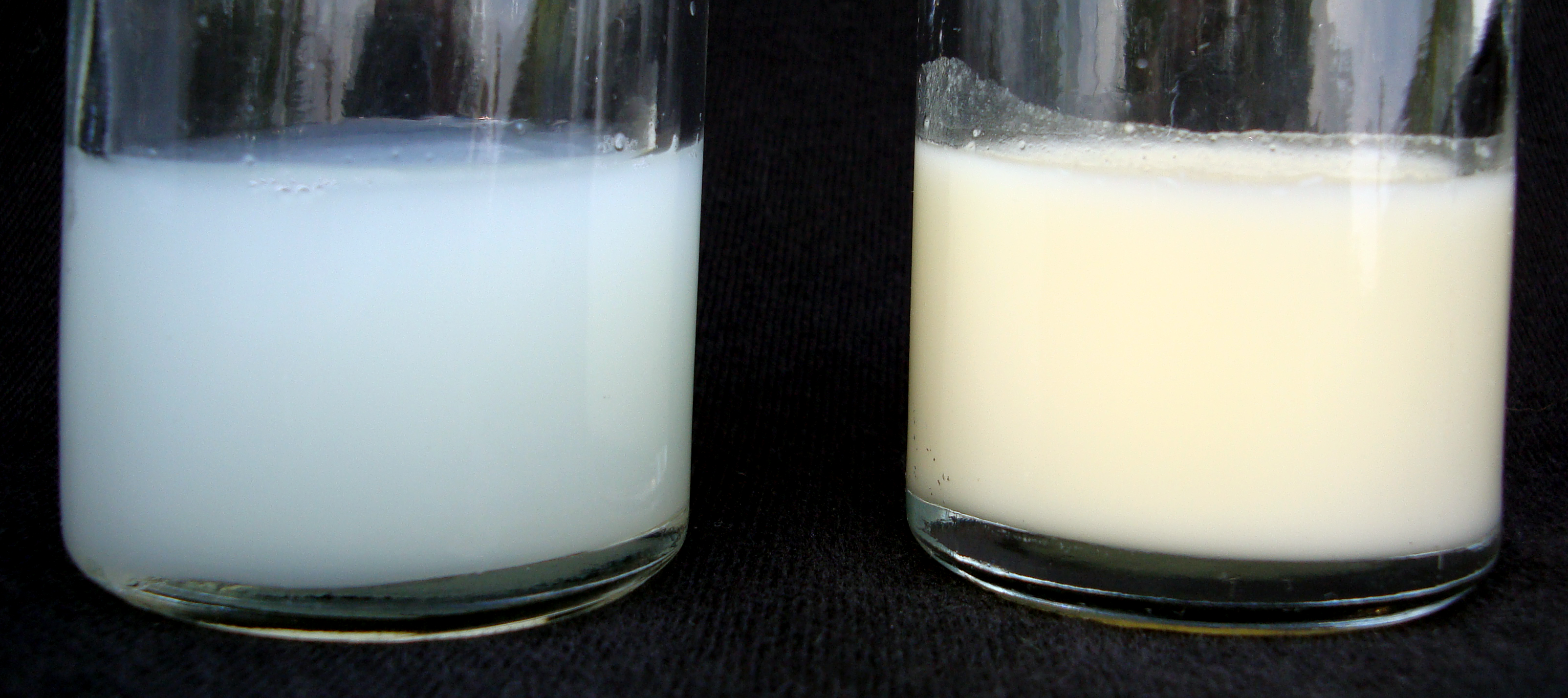
Duas amostras de leite materno humano, sucessivas e da mesma mulher, para ilustrar a aparência do leite materno e como o leite materno pode variar. A amostra à esquerda é o primeiro leite, proveniente de um úbere cheio. Possui maior teor de água e menor teor de gordura para matar a sede. A amostra à direita é o segundo leite, proveniente de um úbere quase vazio, com menor teor de água e maior teor de gordura para saciar a fome..

O leite humano fornece em torno de 70 Kcal/100ml. Os lipídios fornecem 51% da energia total do leite, carboidratos 43 % e proteína 6%. Os lipídios além de fornecerem energia, também apresentam importantes papéis fisiológicos e estruturais, além de ser o veículo para entrada das vitaminas lipossolúveis do leite.
Lactose é o carboidrato predominante do leite. A presença de lactose no leite humano auxilia a proliferação dos Lactobacillus bifidus que por inibir o crescimento de micro-organismos gram-negativos impede o aparecimento de infecções intestinais.
O leite humano é o que contém o menor teor de proteínas, sendo o teor maior no colostro – primeira secreção da glândula mamária (15,8g/l). As proteínas do leite são divididas em caseína e proteínas do soro. A maior quantidade de proteínas do leite de vaca (82%) está na forma de caseína, enquanto que no leite humano maduro o teor de caseína não ultrapassa 25% das proteínas totais. A caseína é uma proteína importante como provedora de aminoácidos livres ao lactente, além de cálcio e fósforo que são constituintes de suas micelas. Já as proteínas do soro do leite (lactoalbumina, lactoferrina, imunoglobulinas), são essenciais para a proteção do recém nascido.
A maioria das vitaminas está presente em quantidades adequadas no leite humano. Apesar de o leite de vaca conter algumas vitaminas em quantidades superiores ao leite materno, o aquecimento, a exposição à luz e ao ar inativam e destroem a maioria delas.
O teor de eletrólitos do leite de vaca é três a quatro vezes superior ao do leite materno e, associado ao alto teor de proteínas, pode provocar uma sobrecarga renal que pode levar à retenção de sódio, hiperosmolaridade e aumento da sensação de sede. Esta sede pode ser interpretada como fome, e mais leite é oferecido à criança.
O ferro está presente em concentrações semelhantes no leite humano e no leite de vaca, porém apresenta melhor disponibilidade no primeiro. A lactoferrina, proteína que se liga ao ferro no leite humano, reduz a quantidade de ferro livre, inibindo a multiplicação bacteriana.

## Composição bacteriana do leite materno
No início do séc XIX, foi demonstrada a presença no leite materno, de bactérias acido-lacteas (BALs), representadas maioritariamente pelos géneros Bifidobacterium, Enterococcus, Lactobacillus, Lactococcus, Staphylococcus e Streptococcus. Contrariamente ao que se acreditava, estas bactérias não resultam de contaminações e têm origem no lúmen intestinal materno, de onde são transportadas até às glândulas mamárias através de células dendríticas. Fatores como o peso corporal da mãe, o tipo de parto e o período de lactação, e estado de saúde materna têm impacto na composição bacteriana do leite materno. Vários estudos indicam a possibilidade de isolamento das bactérias do leite materno e a sua administração sob a forma de probióticos, em situações onde a amamentação não é aconselhável, com potencial aplicação para o tratamento e prevenção de doenças infecciosas.

### Composição do leite materno (100ml)
- Energia - 70 kcal
- Proteína - 1,1 g
- Caseína:albumina - 40:60
- Lipídios - 4,2g
- Carboidrato - 7g
- Vitamina A - 190 mcg
- Vitamina D - 2,2 mcg
- Vitamina E - 0,18 mg
- Vitamina K - 1,5 mcg
- Vitamina C - 4,3 mg
- Tiamina - 16 mcg
- Riboflavina - 36 mcg
- Niacina - 147 mcg
- Piridoxina - 10 mcg
- Folato - 5,2 mcg
- Vitamina B12 - 0,03 mcg
- Cálcio - 34 mg
- Fósforo - 14 mg
- Ferro - 0,05 mg
- Zinco - 0,3 mg
- Água - 87,1 ml
- Sódio - 0,7 mEq
- Cloro - 1,1 mEq
- Potássio - 1,3 mEq

### Dieta e sabor
O leite materno reflete diretamente os sabores dos alimentos ingeridos pela mãe, tais como alho, hortelã, álcool, baunilha entre outros. A exposição a estes fatores parece ser um fator determinante na aceitação de alimentos após o desmame, levando a criança a preferir os sabores já conhecidos.
O leite materno tem o objetivo de manter a criança saudável e bem alimentada para o seu bom desenvolvimento.